# Atossa (Tochter des Artaxerxes II.)
Atossa (altpersisch: Hutausā/Hutauthā; * vor 400 v. Chr.; † 358 v. Chr.) war eine Angehörige der persischen Achämenidendynastie im 4. vorchristlichen Jahrhundert. Sie war eine Tochter des Großkönigs Artaxerxes II. und der Stateira († 400 v. Chr.), Tochter des Hydarnes.
Atossa war von ihrem Vater dem Adligen Tiribazos als Frau versprochen wurden. Allerdings war es der Großkönig selbst, der sich in seine eigene Tochter verliebte und sie gar entgegen jeden persischen Rechts und jeder Sitte heiratete. Doch hatte sich Artaxerxes II. von persischen Richtern versichern lassen, dass er als Großkönig über allen Gesetzen stehe und heiraten dürfe, wen er wolle und sei es die eigene Tochter. Seine Liebe zu ihr soll so groß gewesen sein, dass er auch dann noch mit ihr schlief, als sie an Lepra erkrankt war. Dieser bis dahin beispielslose inzestuöse Vorgang wurde maßgeblich von der Königinmutter Parysatis gefördert, die sich darin einen wachsenden Einfluss auf ihren Sohn erhoffte. Später nahm sich Artaxerxes II. auch seine zweite Tochter Amestris zur Frau.
Unter ihren Brüdern unterstützte Atossa in der Thronfolge den jüngsten Ochos (nachmaliger Artaxerxes III.), mit dem sie eine heimliche Affäre hatte, gegen den ältesten Dareios. Dazu nutzte sie ihre Beziehung zu ihrem Vater aus, um Ochos in dessen Gunst steigen zu lassen. Dennoch war sie nach dem Tod ihres Vatergemahls 358 v. Chr., wie viele andere Familienangehörige auch, von Ochos/Artaxerxes III. ermordet worden.